# シモーネ・マルティーニ

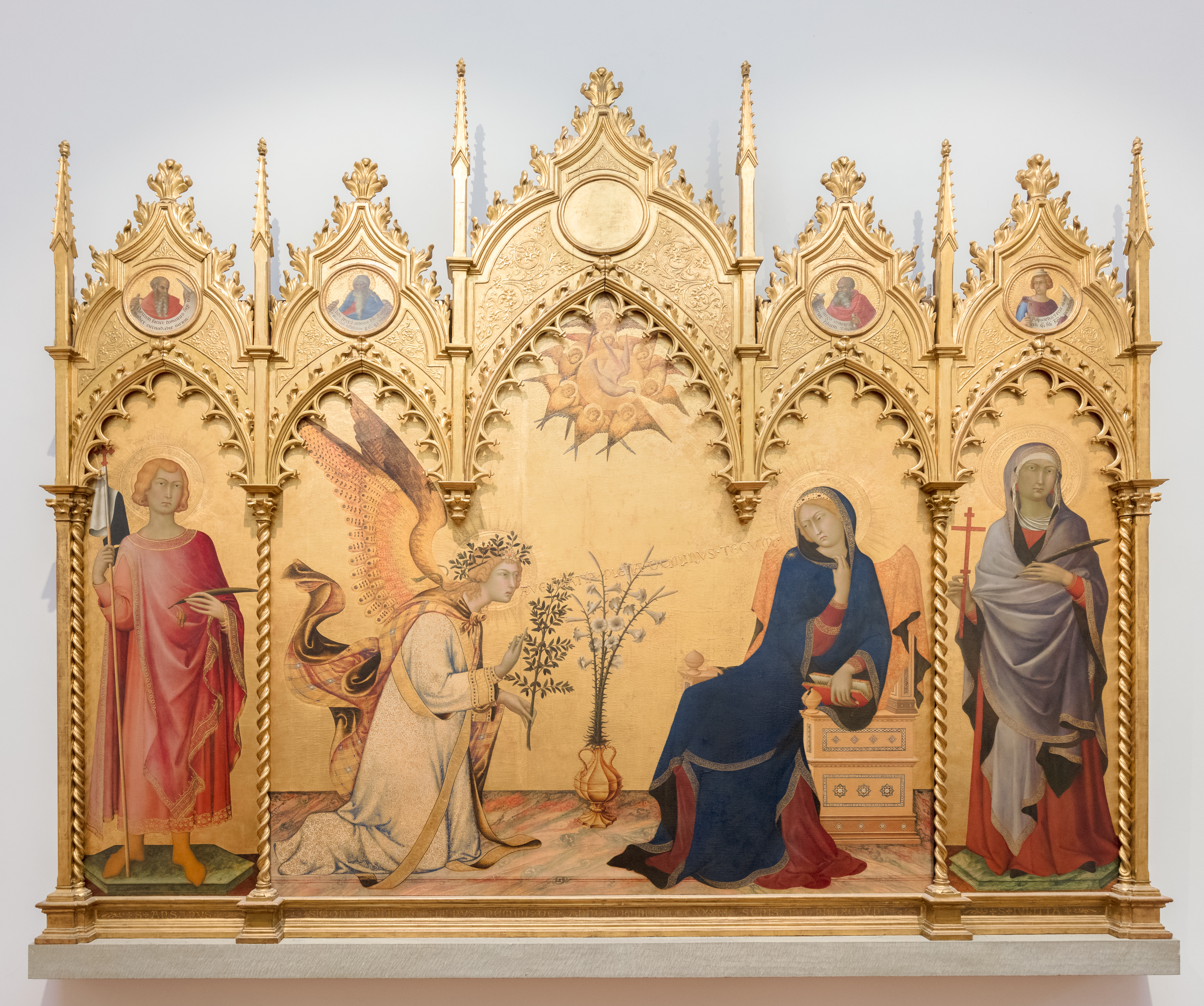
《聖女マルガリータと聖アンサヌスのいる受胎告知》1333年、ウフィツィ美術館（フィレンツェ）

シモーネ・マルティーニ（Simone Martini、1284年頃 - 1344年）は、ゴシック期のイタリアの画家。国際ゴシックの先駆けを作ったといわれる。
イタリア中部のシエナ出身。ゴシック期のシエナ派の代表的な画家であり、イタリアのゴシック絵画のもっとも典型的な様式を示す作品を残した。世代的には、フィレンツェのチマブーエや、シエナのドゥッチョ・ディ・ブオニンセーニャの後継者にあたる。シエナは15世紀には衰退したものの、14世紀当時はルネサンスのフィレンツェと並ぶ、美術の中心地であった。
シモーネは、ナポリやアッシジでも制作し、1340年頃にはイタリアを離れて、当時教皇庁のあった南フランスのアヴィニョンへ移り、教皇庁宮殿などの仕事をした。
ウフィツィ美術館にある代表作《聖女マルガリータと聖アンサヌスのいる受胎告知》は、伝統的な金地の背景を用いているが、人物は現実的な三次元空間のなかに存在するように表現され、聖母や天使の着衣や肉体表現にも自然味が現われている。シモーネ・マルティーニはシエナの画家であるため、画面中央左にいる大天使ガブリエルは、本来マリアの純血を示す百合を持つべきなのだが、シエナと敵対していたフィレンツェの市の花が百合であることから、この絵では百合を持っていない。代わりに画面中心に百合が据えられている。画面左の人物はシエナの守護聖人である。

## 主な作品
- 『ロベール・ダンジューに王冠を授けるトゥールーズの聖ルイ』1317年、カポディモンテ美術館
- 『アレクサンドリアの聖カタリナの多翼祭壇画』1320年頃、サン・マッテオ国立美術館
- 『聖母子』1326年、メトロポリタン美術館
- 『聖女マルガリータと聖アンサヌスのいる受胎告知』1333年、ウフィツィ美術館
- 『オルシーニ多翼祭壇画』1333-1340年、アントワープ王立美術館、絵画館 (ベルリン)、ルーヴル美術館
- 『神殿で見出される少年イエス』1342年、ウォーカー・アート・ギャラリー（リヴァプール）
- 『マエスタ（荘厳の聖母）』シエナ市庁舎

## 作品解説
- ジョヴァンニ・ファネッリ、児嶋由枝訳『シモーネ・マルティーニ　シエナを飾る画家』〈イタリア・ルネサンスの巨匠たち7〉、東京書籍、1994年
- ピエルルイージ・レオーネ・デ・カストリス、野村幸弘訳『シモーネ・マルティーニ』〈カンティーニ美術叢書2〉、京都書院、1995年